# Голландсхевелд
Голландсхевелд (нід. Hollandscheveld, нід. вимова: [ˈɦɔlɑntsəˌvɛlt]) — село в нідерландській провінції Дренте. Входить до муніципалітету Гогевен.
Його площа становить 21,84 км², а населення станом на 2021 рік складало 4 560 осіб.

## Галерея

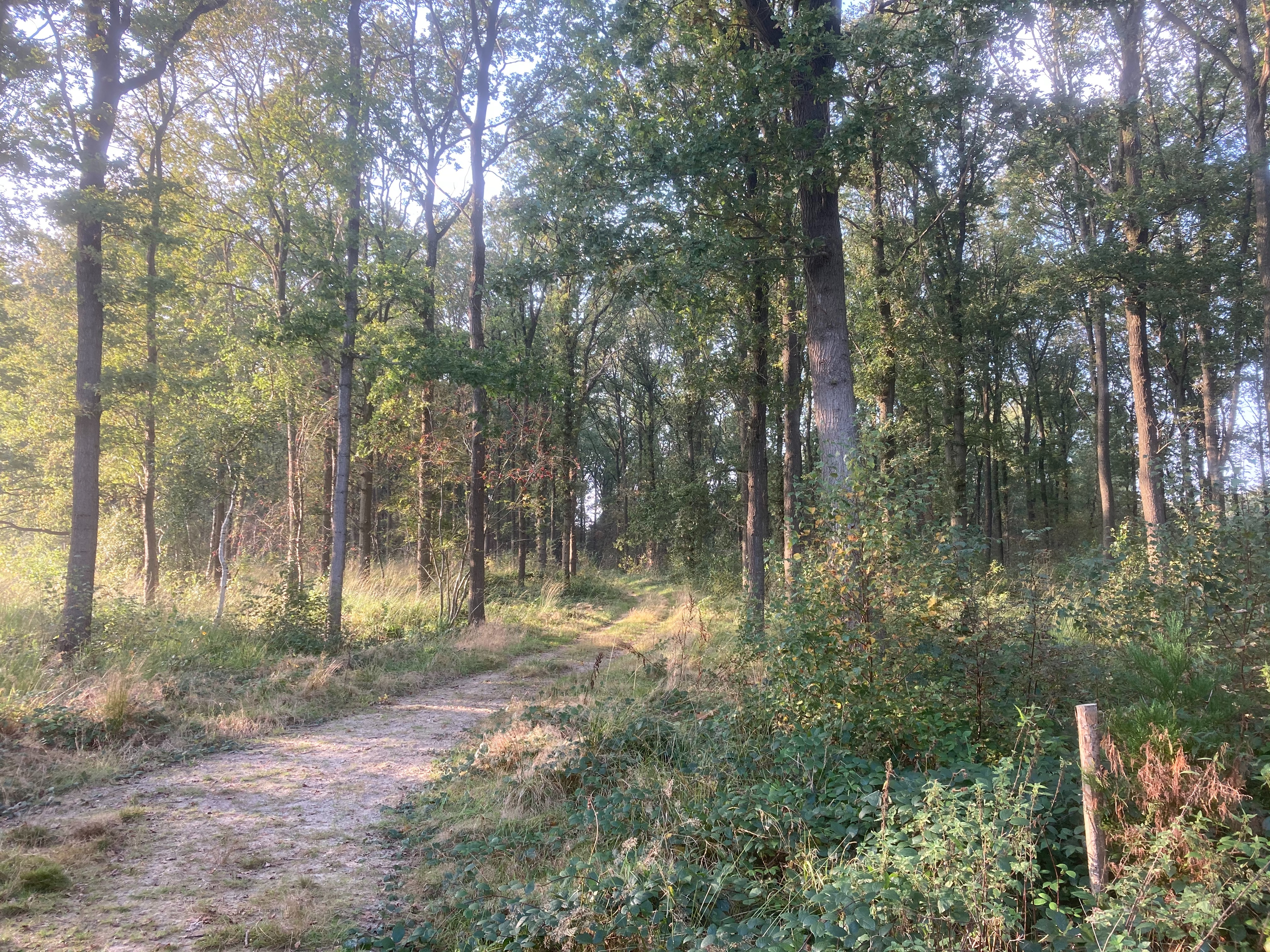
Природа поблизу Голландсхевелда